# Carlos Rodríguez
Carlos Rodríguez, född 2 februari 2001, är en spansk professionell landsvägscyklist.

## Karriär
Rodríguez har cyklat professionellt sedan 2020. Bland hans meriter kan nämnas en etappvinst i Tour de France år 2023. År 2024 vann han sjätte och sista etappen i Baskien runt vilket innebar att han slutade på en andra plats sammanlagt.